# TIMB 4
TIMB 4 è stato uno dei multiplex della televisione digitale terrestre. Apparteneva a Telecom Italia Media Broadcasting (ora Persidera), società del gruppo Telecom Italia Media.

## Caratteristiche
Il TIMB 4 trasmetteva in SFN in Sardegna sul canale 60 della banda UHF V e, a carattere sperimentale, sul canale 54 UHF V nelle altre zone in cui era avvenuto lo switch-off.

## Storia
Il multiplex è stato attivato nel 2009 in Sardegna, sfruttando la rete precedentemente impiegata per le trasmissioni analogiche di MTV Italia.
- 2009: Attivato il multiplex TIMB 4 contenente il canale TIMB test HD1.
- 29 settembre 2010: Il mux viene progressivamente attivato in tutte le zone di switch-off e viene eliminato TIMB test HD1. Aggiunti LA7 HD, MTV HD e LA7 test 3D.
- 5 ottobre 2010: Aggiunto LA7 test MOSAICO (contenente LA7, LA7D, LA7 HD e LA7 test 3D).
- 26 novembre 2010: Eliminato MTV HD.
- 11 luglio 2011: A causa del prossimo beauty contest (e con conseguente restituzione della frequenza allo Stato[1]), il periodo di sperimentazione del mux è terminato, pertanto, il mux TIMB4 rimane visibile solo in Sardegna (freq. UHF 60).
- 19 dicembre 2012: Chiusura del mux anche in Sardegna, la sua frequenza viene occupata dal mux TIMB 2.[2]

## Servizi

### Canali televisivi presenti al momento della chiusura
| LCN | Canale       | Note       |
| --- | ------------ | ---------- |
| 507 | LA7 HD       | FTA (HDTV) |
| 529 | LA7D HD      | FTA (HDTV) |
| 529 | LA7 Test 3D  | FTA (3DTV) |
| 567 | MTV Music HD | FTA (HDTV) |
| 800 | LA7 Mosaico  | FTA        |